# Tetramorium aculeatum
Tetramorium aculeatum är en myrart som först beskrevs av Mayr 1866.  Tetramorium aculeatum ingår i släktet Tetramorium och familjen myror. Inga underarter finns listade i Catalogue of Life.